# Robert Lockwood Jr.
Robert Lockwood Jr. (Arkansas, 27 marzo 1915 – Cleveland, 21 novembre 2006) è stato un chitarrista e cantante statunitense, fra i volti più importanti del delta blues.

## Biografia
É grazie al patrigno Robert Johnson che il piccolo Robert Lockwood incomincia a suonare la chitarra. I due si esibiscono spesso insieme, lungo le rive del Delta. 
Dopo la morte di Johnson, il giovane si trasferisce a Chicago. Quivi incide i primi lavori, oltre a farsi notare nei locali più importanti della città. Leggenda vuole che, fra i suoi allievi, abbia avuto l'onore di impartire lezioni a BB King. 
Negli anni Cinquanta, l'artista americano cambia radicalmente il suo stile, avvicinandosi sempre di più al jazz. Collabora, nel mentre, con Otis Spann e Muddy Waters. 
La sua carriera, in seguito, si focalizza in esibizione live o jam session. Fra i suoi ultimi lavori si ricorda I Got to Find Me a Woman, disco nominato ai Grammy Awards 1998.

## Discografia

### Solista
- Steady Rollin' Man (Delmark Records, 1973)
- I Got to Find Me a Woman (Verve Records, 1998)

### Collaborazioni
- Otis Spann Is the Blues (Candid, 1960)
- Walking the Blues (Barnaby, 1960)
- Feel Like Blowing My Horn (Delmark, 1970-73)